# 地蟹科
地蟹科（Gecarcinidae）是方蟹總科的一個科。和所有的螃蟹一樣，地蟹科的蟹有一系列的鰓，但某些種鰓外的甲殼有血管，以直接從空氣中提取氧氣。成年的地蟹科生物是陸生的，但是會週期性前往水邊產卵，幼體也將在水中長大。大多數地蟹科生物生活在熱帶，是雜食動物。多數的地蟹科生物的一個蟹鉗大過另一個。

## 屬
該科下的屬包括：
- 圓軸蟹屬 Cardisoma
- 圓盤蟹屬 Discoplax A.Milne-Edwards, 1867
  - Discoplax celeste Ng & Davie, 2012[2]
  - Discoplax gracilipes Ng & Guinot, 2001
  - Discoplax longipes A.Milne-Edwards, 1867
  - Discoplax michalis Ng & Shih, 2015
- 表方蟹屬 Epigrapsus
- 仿地蟹屬 Gecarcinus
- 地蟹屬 Gecarcoidea
- 強蓋蟹屬 Johngarthia
- 特氏蟹屬 Tuerkayana
- 哈氏蟹属 Hartnollius